# Чанел Ајландс Бич (Калифорнија)
Чанел Ајландс Бич (енгл. Channel Islands Beach) насељено је место без административног статуса у америчкој савезној држави Калифорнија.

## Демографија
По попису из 2010. године број становника је 3.103, што је 39 (-1,2%) становника мање него 2000. године.
| Група             | 2000.         | 2010.         |
| Белци             | 2.669 (84,9%) | 2.469 (79,6%) |
| Афроамериканци    | 35 (1,1%)     | 27 (0,9%)     |
| Азијати           | 60 (1,9%)     | 108 (3,5%)    |
| Хиспаноамериканци | 292 (9,3%)    | 402 (13,0%)   |
| Укупно            | 3.142         | 3.103         |